# Lycosa praegrandis
Lycosa praegrandis là một loài nhện trong họ Lycosidae.
Loài này thuộc chi Lycosa. Lycosa praegrandis được Carl Ludwig Koch miêu tả năm 1836.